# Heinrich-Neuy-Bauhaus-Museum

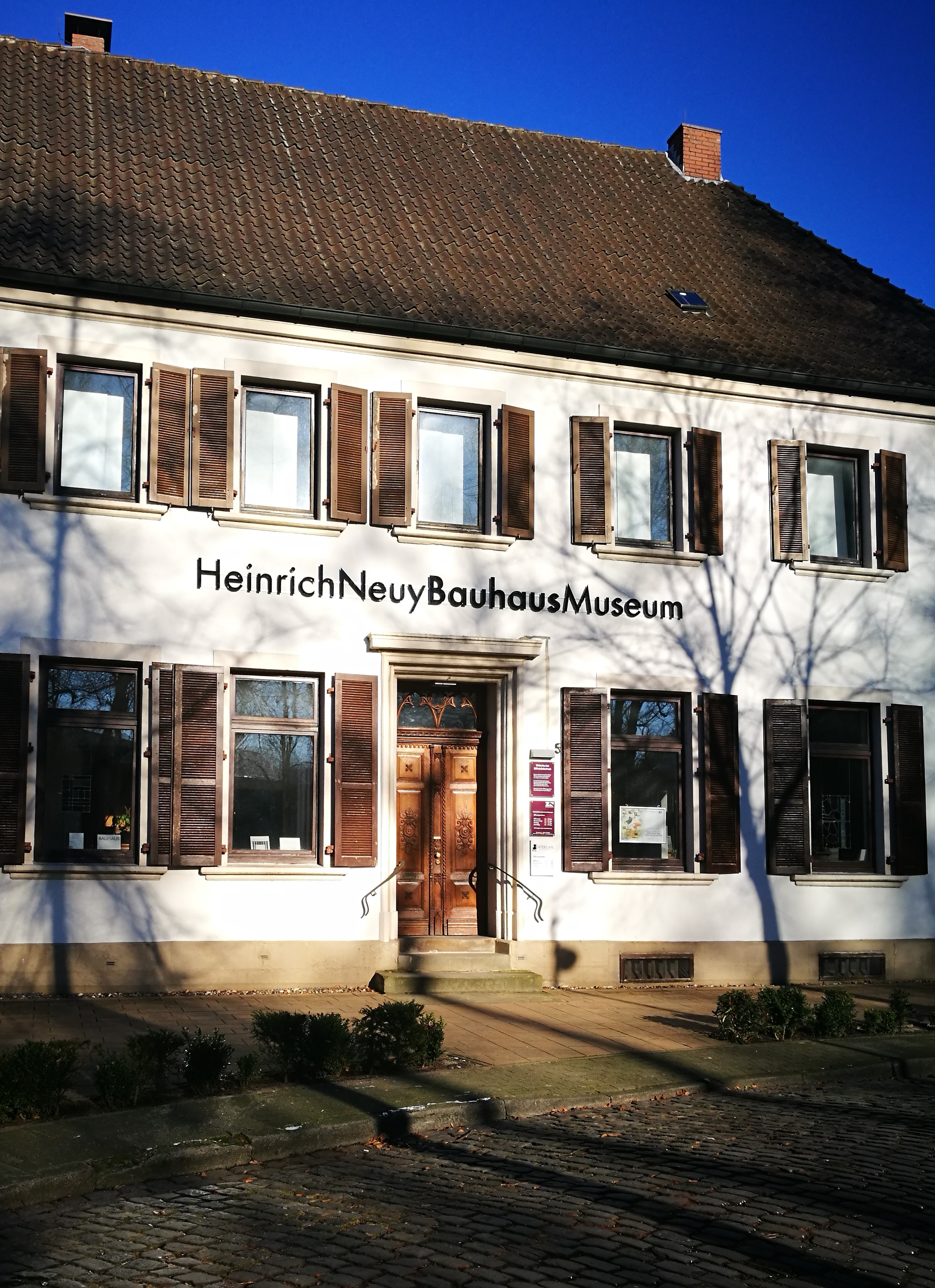
Heinrich Neuy Bauhaus Museum

Das Heinrich-Neuy-Bauhaus-Museum (Eigenschreibweise HeinrichNeuyBauhausMuseum) ist ein Museum im Ortsteil in Borghorst  der Stadt Steinfurt. Es zeigt Werke und Objekte des Bauhauskünstlers Heinrich Neuy sowie wechselnde Ausstellungen zu Themen der Bauhausperiode.

## Museum
Das Museum wurde im Juni 2011 zum 100. Geburtstag des Namensgebers Heinrich Neuy eröffnet. Dieser hatte von 1932 bis zu seinem Tod 2003 im Steinfurter Ortsteil Borghorst gelebt und gewirkt. Es befindet sich in den Räumen eines ehemaligen Stiftskurienhauses des Damenstifts Borghorst am Kirchplatz 5 im Steinfurt.
Zu den ständigen Exponaten gehören einige Gemälde Heinrich Neuys, sein Zeichentisch, Einrichtungsgegenstände und Utensilien sowie einige seiner Tischlerarbeiten. Neben verschiedenen Sesseln und Stühlen, die von Besuchern ausprobiert werden können, finden sich weitere bauhaustypische Gegenstände verbaut oder ausgestellt wie Leuchten, Türklinken und Tapeten.
Es beherbergt im Obergeschoss die einstige Stiftsbibliothek des ehemaligen Kanonissinnen- und Damenstifts Borghorst. Die nicht öffentlich zugängliche Sammlung ist, durch eine Glaswand getrennt, einsehbar. Sie wurde von der Universitäts- und Landesbibliothek Münster (ULB) erschlossen und wird im Katalog der ULB Münster als Pfarrbibliothek St. Nikomedes geführt. Sie umfasst mit insgesamt 1147 Bänden 764 Titel, deren Alter bis ins 15. Jahrhundert zurückreicht.
Die Institution verfügt auch über einen Museumsshop und ein Museumscafé, dieses bietet im Sommer Sitzmöglichkeiten auf einer Gartenterrasse unter einer hundertjährigen Blutbuche.
Träger des Museums ist die Heinrich-Neuy-Stiftung. Es gehört zu den Integrationsunternehmen des Landschaftsverbands Westfalen-Lippe (LWL).

## Geschichte des Gebäudes

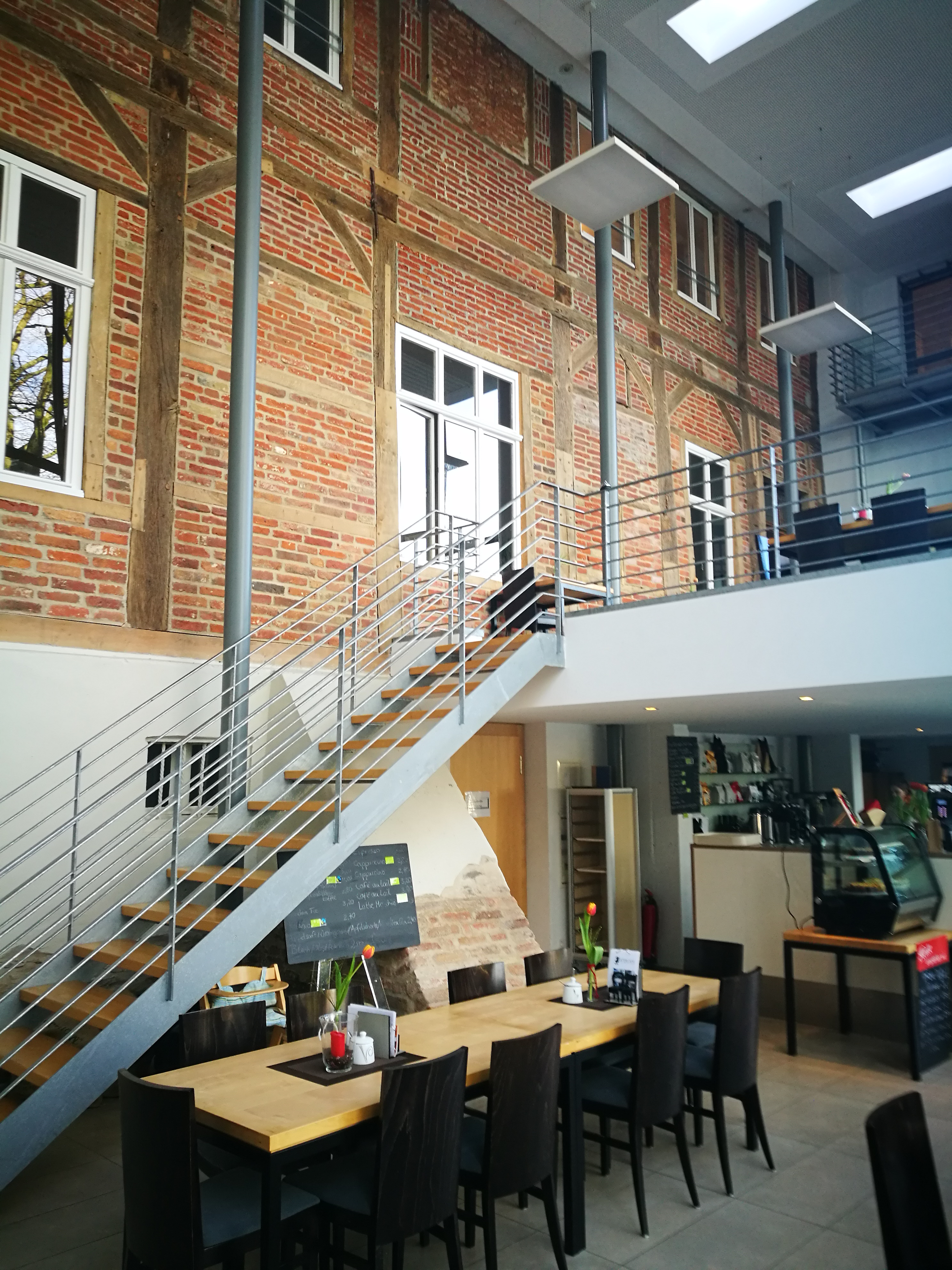
Restaurierte Außenwand im Glasschutzbau

Das unter Denkmalschutz stehende Gebäude wurde 1688 als Stiftskurienhaus für Margaretha Cornelia von Merveldt erbaut. In der Liste der Baudenkmäler in Steinfurt ist es als Nummer 272 verzeichnet. Es ist das letzte erhaltene Wohnhaus einer Stiftsdame der Borghorster Kurie. Nach der Auflösung des Damenstifts im Jahr 1811 wurde es von der Unternehmerfamilie Weining, die in Borghorst ein Textilunternehmen betrieb, erworben und über einige Generationen hinweg vererbt. 2004 wurde es durch die Heinrich-Neuy-Stiftung zum Aufbau eines Museums erworben.
Restaurierung, Umbau und Erweiterung des Gebäudes begannen nach einjähriger Planungszeit im Jahr 2006 und wurde durch ehrenamtliches Engagement von Mitgliedern der Stiftung, der Kuratoren und des Vereins und unter Mitwirkung des Denkmalpflegewerkhofs Steinfurt sowie des Vereins Terra Nova aus Ochtrup ermöglicht. An der Finanzierung beteiligten sich das Land Nordrhein-Westfalen, die Nordrhein-Westfalen-Stiftung Naturschutz, Heimat- und Kulturpflege, der Landschaftsverband Westfalen-Lippe, die Stadt Steinfurt sowie private und gewerbliche Förderer aus der Region.
Dabei wurde die Rückseite des Gebäudes durch einen dreigeschossigen modernen Glasbau erweitert, der sich zu einem parkähnlich angelegten Garten öffnet. Dieser stellt einen Schutzbau für die wiederhergestellte ursprüngliche Außenwand des Gebäudes dar, bietet Platz für das Museumscafé und ermöglichte durch den Einbau eines Fahrstuhls die Barrierefreiheit des Museums.

## Sammlung
Seit Anfang der 1990er Jahre begann Heinrich Neuy damit, eigene Arbeiten in ein Archiv Heinrich Nuey als unverkäufliche Werke zu Ausstellungszwecken einzubringen. Zwei Jahre vor seinem Tod gründete er die selbständige Heinrich-Neuy-Stiftung, mit seiner Tochter Hedwig Seegers als Treuhänderin. Sie besteht seit 2005 als gemeinnützige Stiftung.
Die Sammlung enthält frühe Zeichnungen, Skizzenbücher, die während der Kriegsgefangenschaft entstandenen Zyklen Gewitter, Lyrik und Freude, Zeichnungen und Aquarelle für die Familie sowie eine umfassende Auswahl des gesamten künstlerischen Werks von Neuys Studienzeit im Bauhaus bis zu seinem Spätwerk Die Monate. Ebenfalls zur Sammlung gehören die Originale zahlreicher schriftlicher Äußerungen Neuys, Texte, Noten und Fotos zum Zyklus Klassische Charakterbilder, Entwürfe für Möbel, Architekturskizzen, persönliche Dokumente und Notizen sowie Einrichtungsgegenstände und Utensilien, die teilweise ständig, teilweise wechselnd im Museum ausgestellt werden. Auch einige Ton- und Filmdokumente gehören zu Sammlung wie die der Aufführungen von Buster Floods Vertonungen musikbezogener Bilder Neuys.
Seit 2010 wurde die Sammlung durch Nachlässe anderer „Bauhäusler“ erweitert. Hinzu kamen die Margaret Camilla Leiteritz Stiftung und die Stiftung Art Concret mit konstruktiv konkreten Arbeiten von u. a. Victor Vasarely, Aurelie Nemour, Raphael Soto und Enzo Maiolino. Anlässlich der Ausstellung Bauhaus-Dialoge – Stühle aus der Löffler Collection 2018 wurde für die Sammlung erstmals ein Kinderstuhl verwirklicht, den Neuy 1930 für seine Bewerbung am Bauhaus entworfen hatte.
Im Jahr 2022 konnte das Werkverzeichnis der Werke Heinrich Neuys durch das Museum fertiggestellt werden. Dazu war die umliegende Bevölkerung erfolgreich dazu aufgefordert worden, erworbene Werke zu melden und aufnehmen zu lassen.

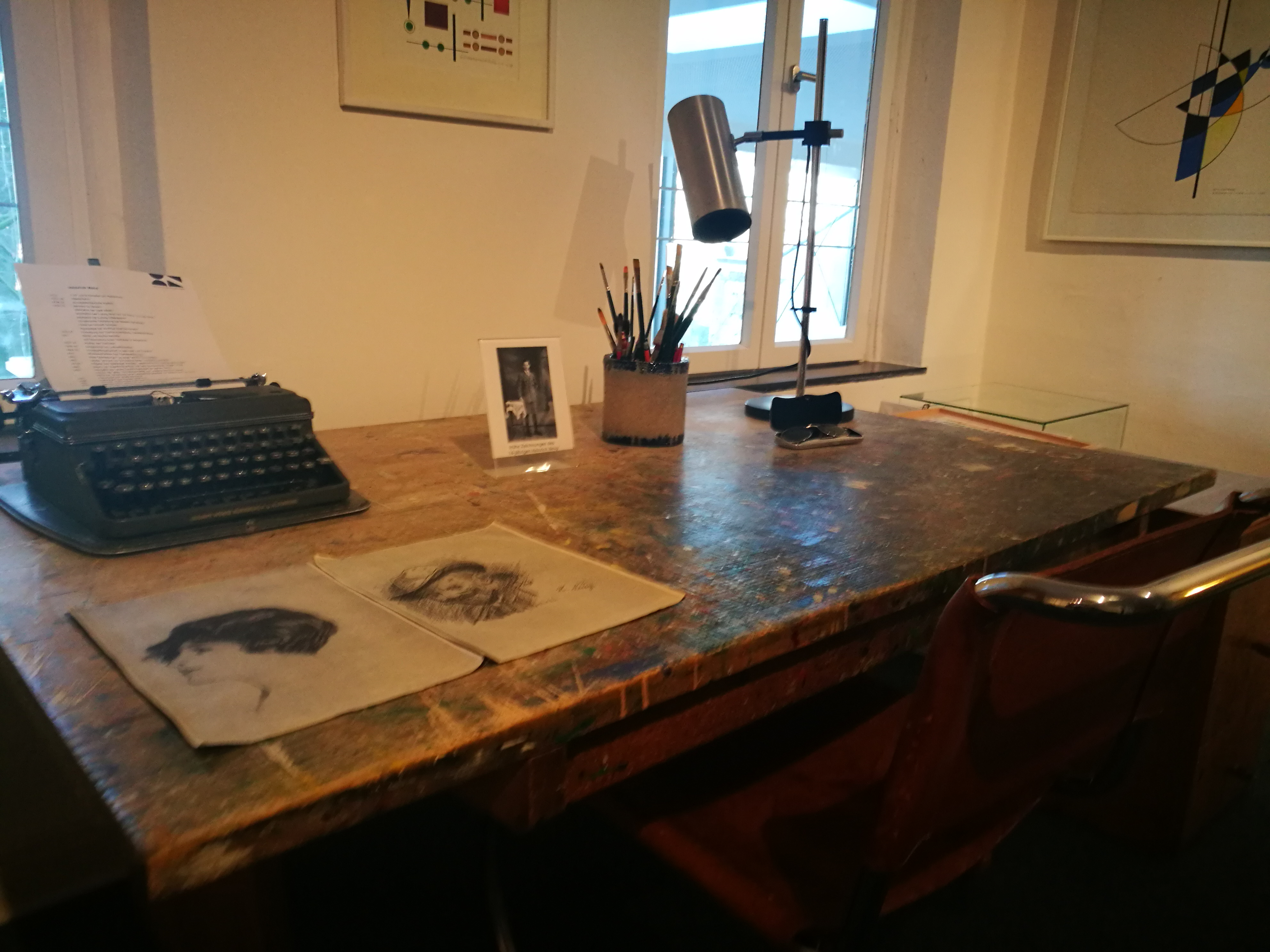
Zeichentisch
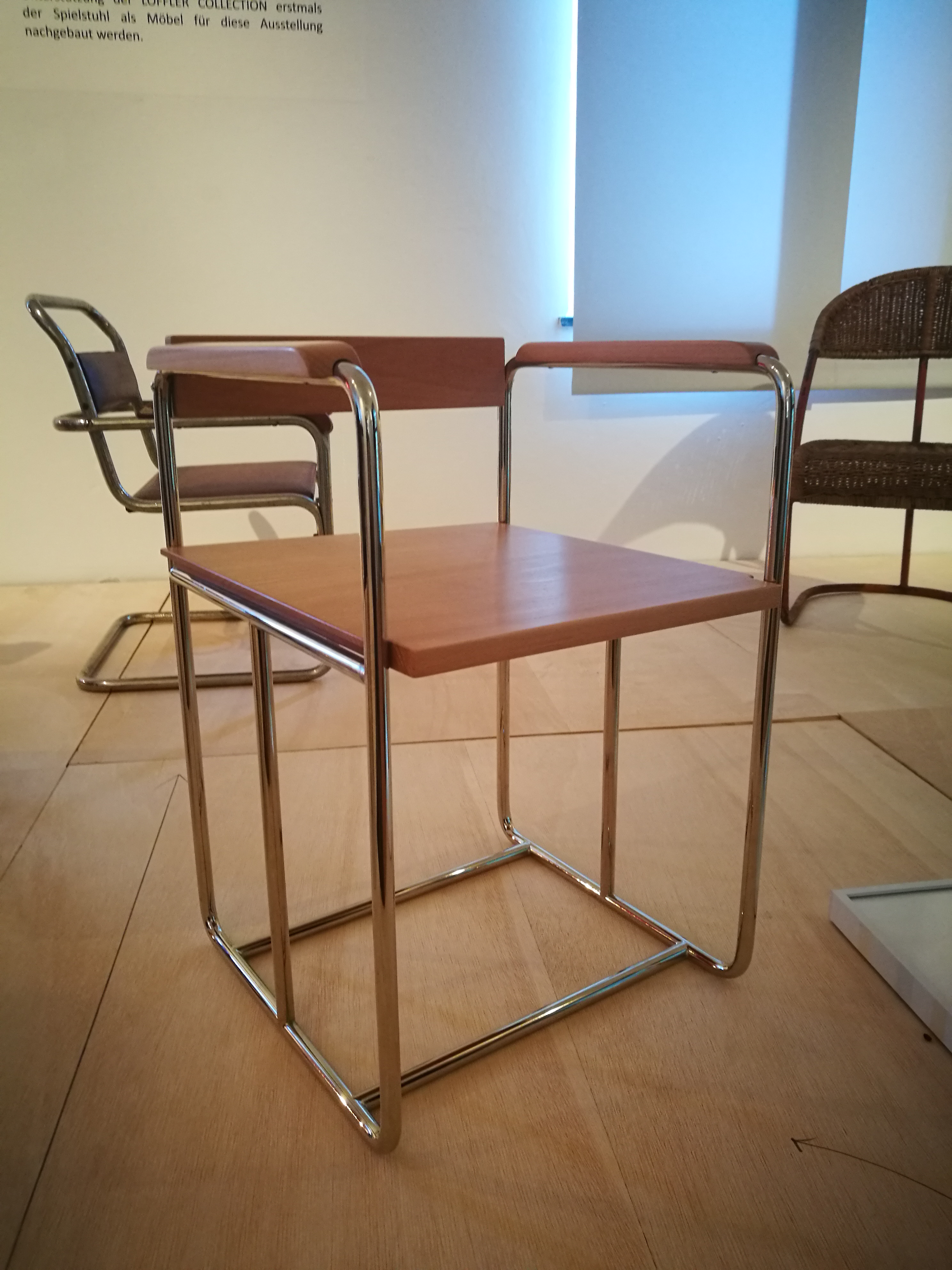
Spielstuhl für ein Kinderzimmer
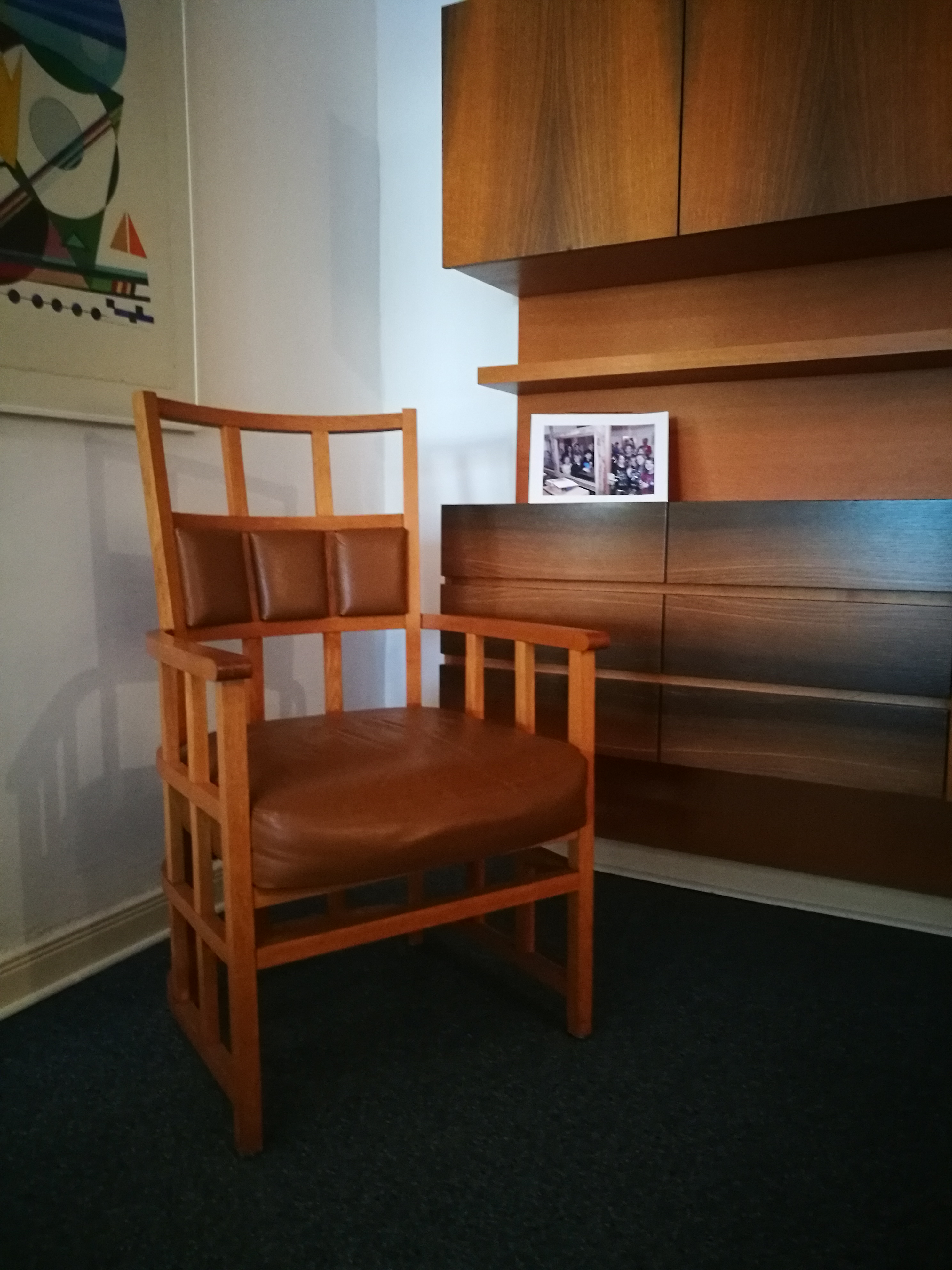
Richterstuhl
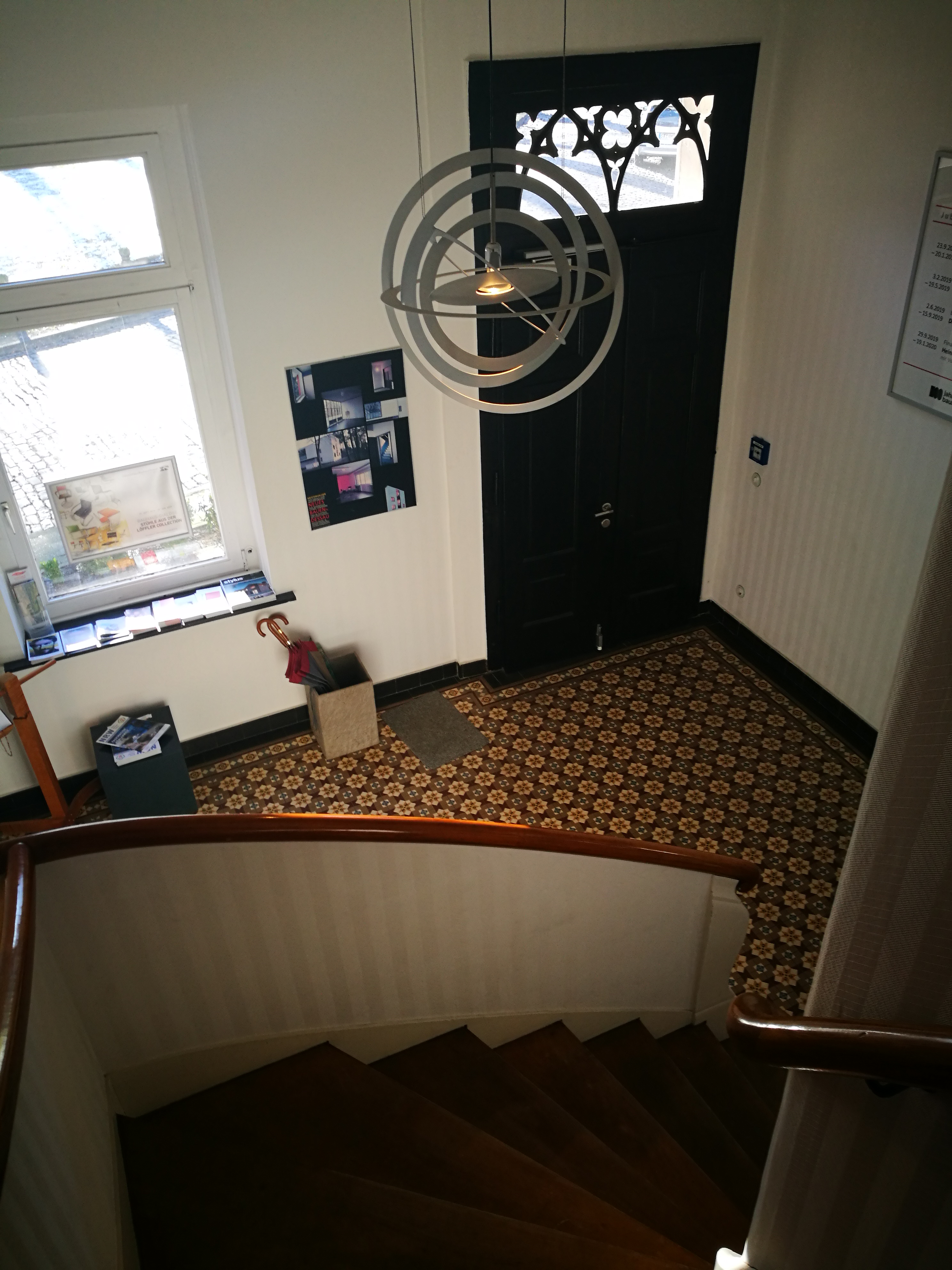
Treppe
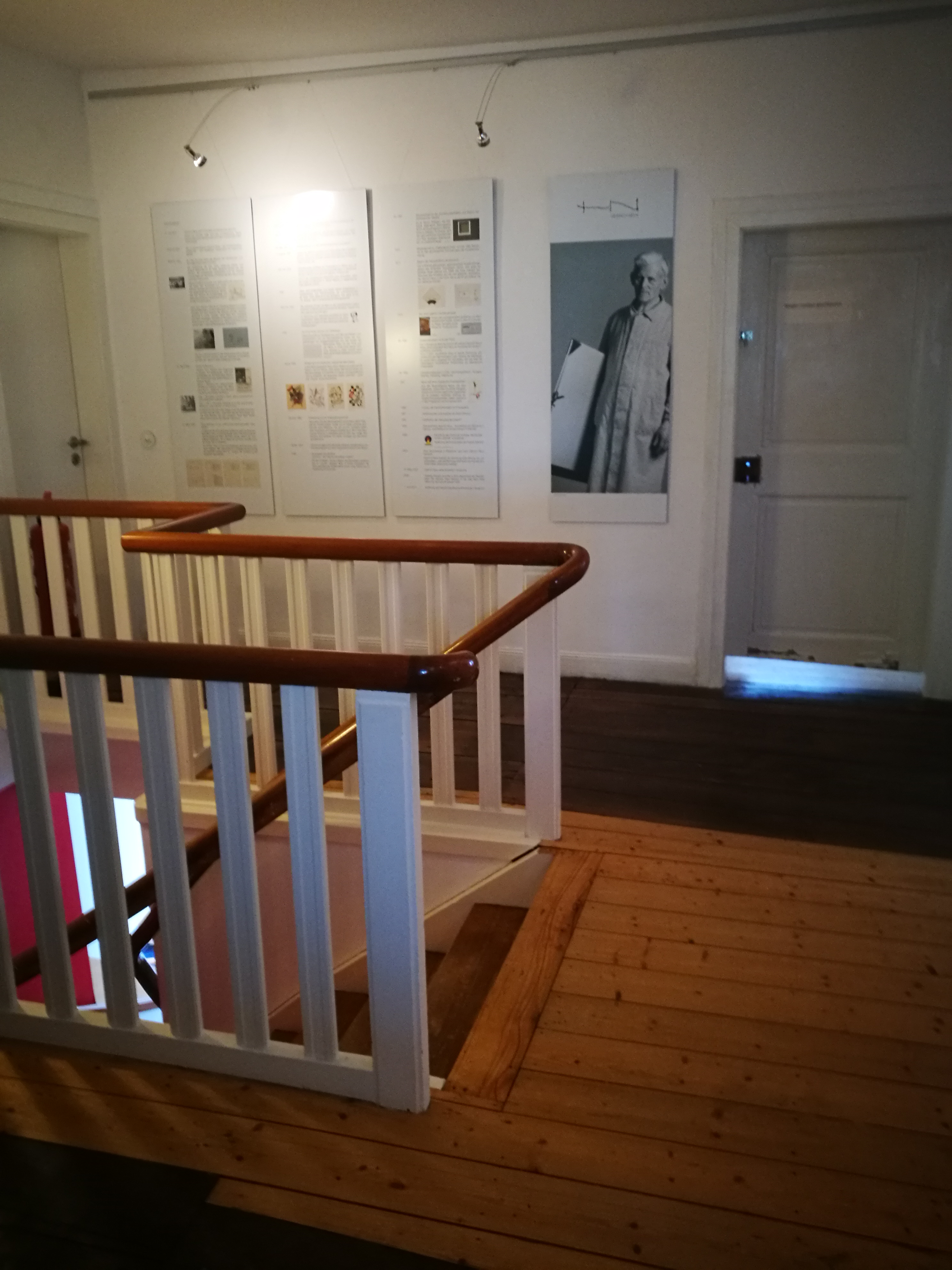
Innenansicht
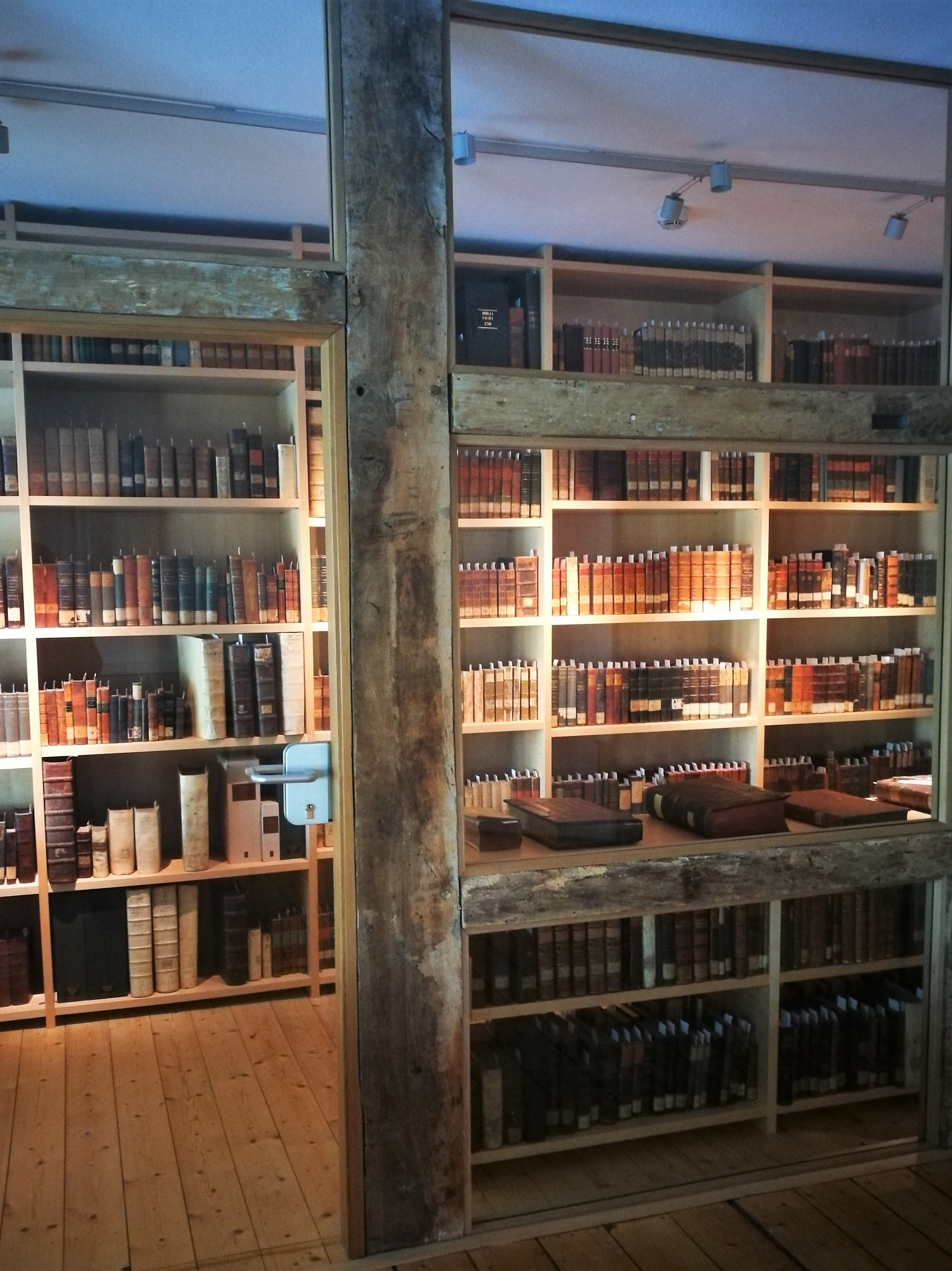
Stiftsbibliothek
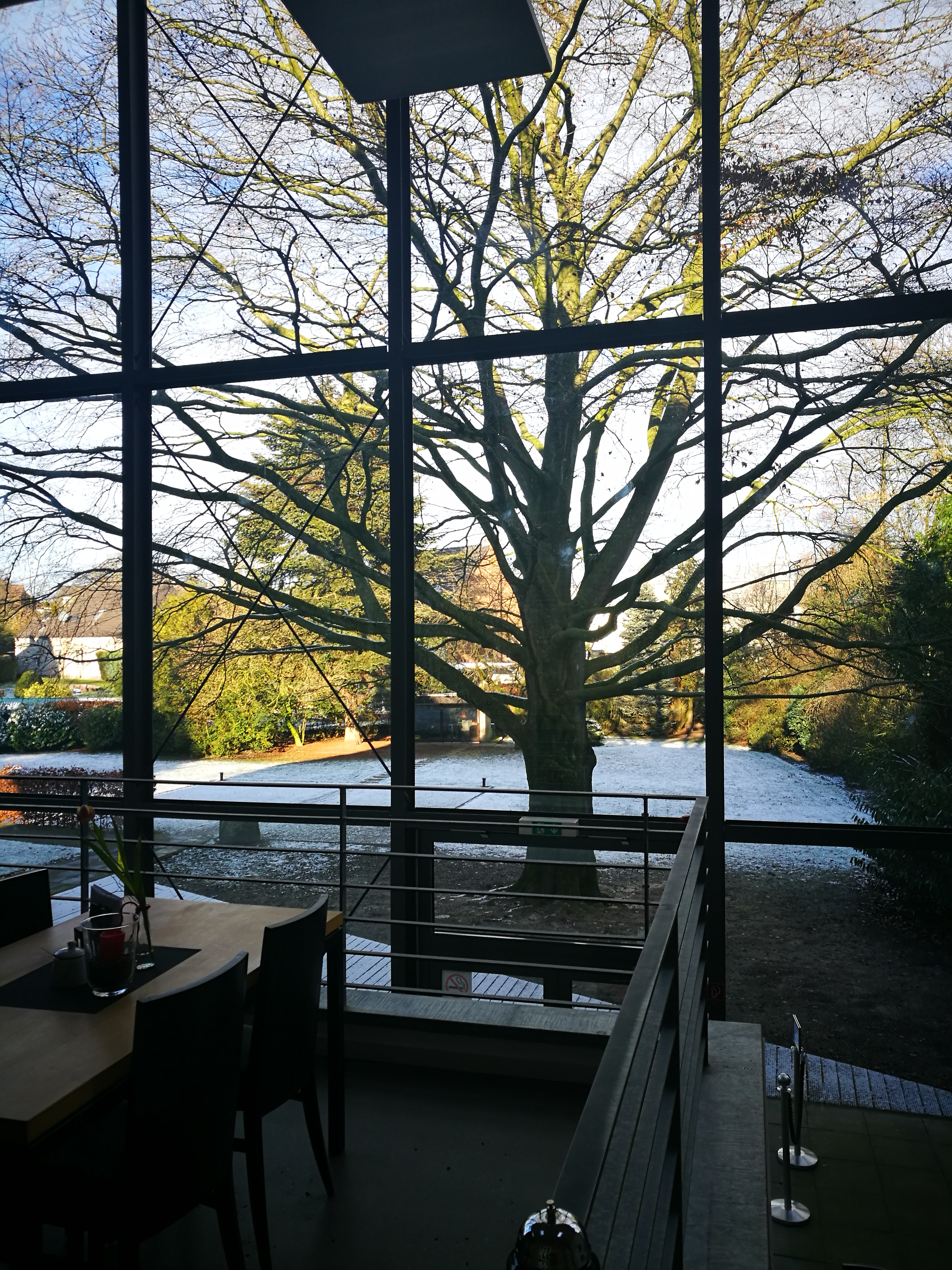
Öffnung zum Garten
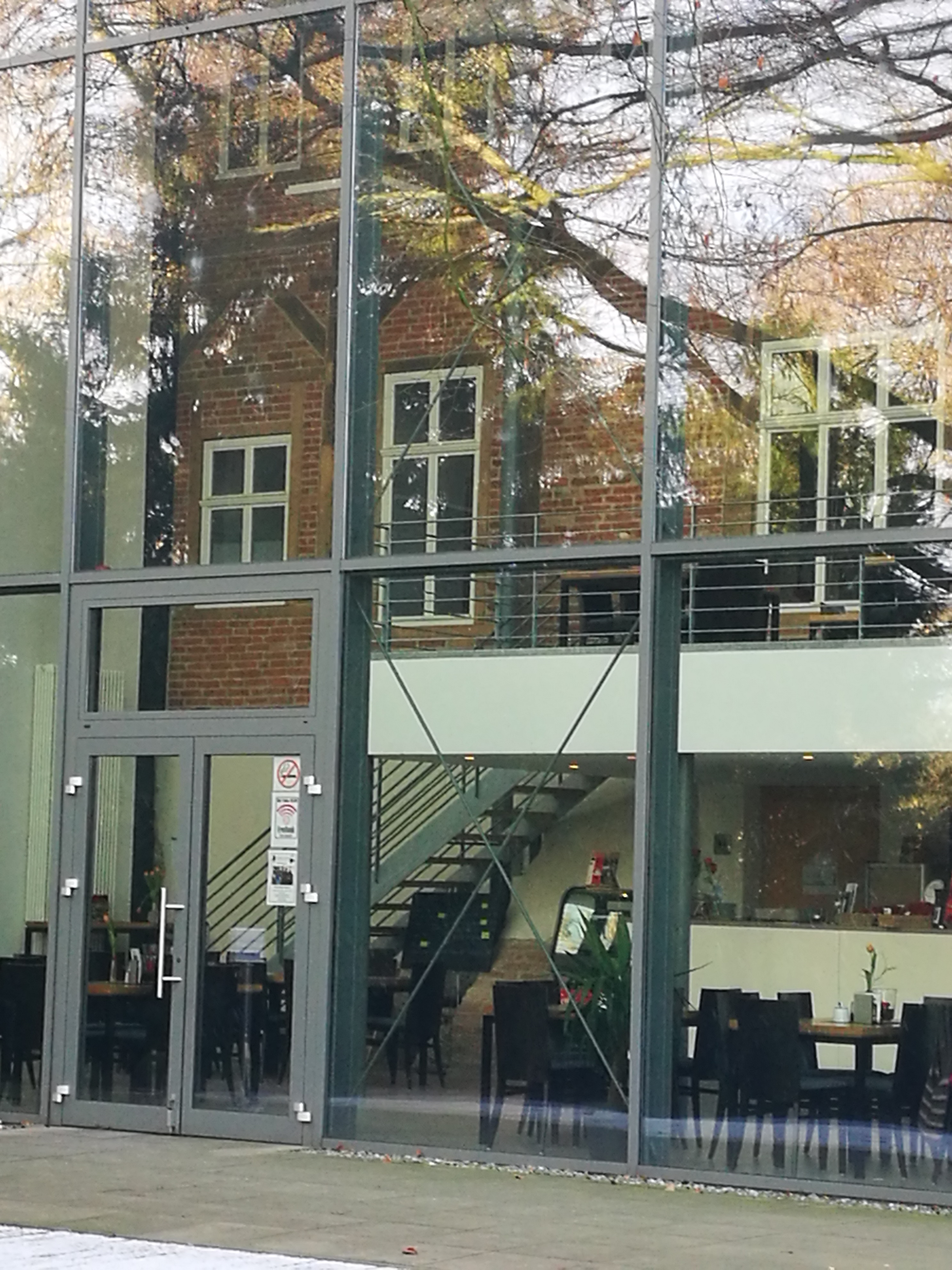
Glasanbau
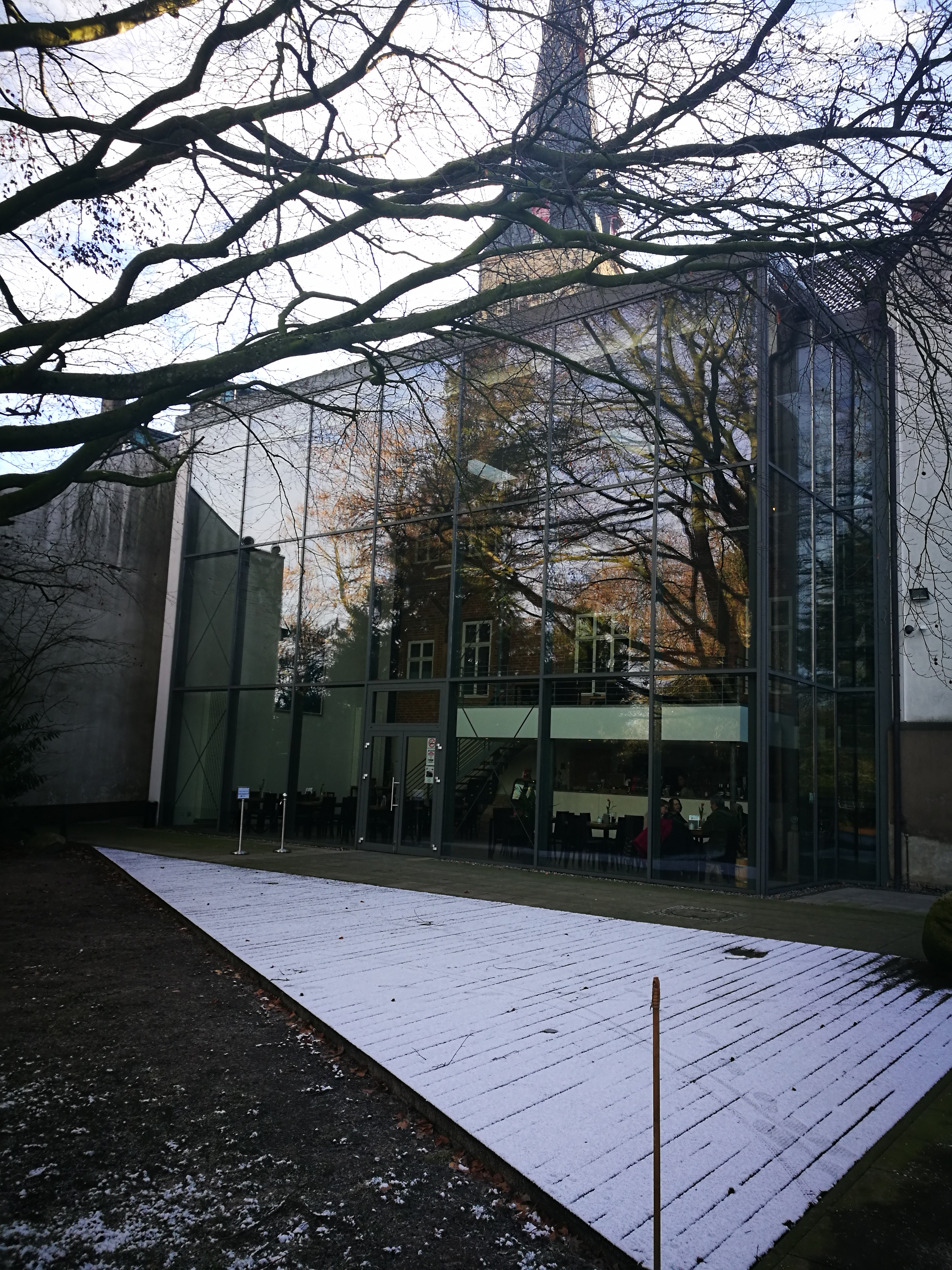
Außenansicht mit Stiftskirche

## Ausstellungen
Neben den ständigen Exponaten aus dem Nachlass Heinrich Neuys finden wechselnde Ausstellungen zu weiteren seiner Werke sowie verschiedenen Themen im Umfeld des Bauhauses statt, wobei sowohl bildnerische Werke als auch Designprodukte Berücksichtigung finden. Soweit nicht gesondert angegeben wurden die Ausstellungen vom HeinrichNeuyBauhausMuseum e. V. kuratiert.
- Juni 2011: Eröffnung
- November 2011 bis Januar 2012: Heinrich Neuys Werke in Sammlerhand.
- Januar bis April 2012: Heinrich Neuy – Charakterbilder.
- Mai bis August 2012: Albert Hennig.
- Oktober 2012 bis März 2013: Margaret Camilla Leiteritz und Frauen an Bauhaus und Burg. (Kuratoren: Heinrich P. Mühlmann, Dorsten; Richard Anger, Berlin und Franz Kösters, Rheine).
- März bis Juni 2013: Architectura – Entwürfe und Abstraktionen. (Kuratoren: Franz Kösters, Rheine und Richard Anger, Berlin).
- Juli bis November 2013: Heiteres in Bild und Form. (Kuratoren: Franz Kösters, Rheine und Richard Anger, Berlin).
- November 2013 bis April 2014: Fritz Kuhr – Mein Leben – Ein Bauhaus.
- April bis Mai 2014: HeinrichNeuyKarlNeuy (Werke der beiden Brüder Heinrich u. Karl Neuy).
- Mai bis Oktober 2014: Fäden – Herbert von Arend.
- Oktober 2014 bis Januar 2015: Josef Albers und Schüler.
- Februar bis April 2015: Fotografie am Bauhaus (Arbeiten aus der Sammlung Freese).
- April bis Mai 2015: Konstruktives Konkretes Kabinett.
- Mai bis September 2015: Eine Wiederbegegnung (mit Werken von Fritz Winter und Ingrid Kreytenberg). (Kuratorin: Dagmar Kronenberger-Hüffer).
- September 2015 bis Januar 2016: Marieluise Schmitz-Helbig – Lebenswerk einer „Nachkriegs-Bauhäuslerin“.
- Januar bis Mai 2016, verlängert: René Halkett – Vom Bauhaus zum Surrealismus (Kuratorin: Dagmar Kronenberger-Hüffer).
- Juni bis September 2016: Heinrich Neuy – Frühe Werke.
- September 2016 bis Januar 2017: Emil Bert Hartwig – Holzschnitte eines Meisterschülers von Paul Klee. (Kuratorin: Dagmar Kronenberger-Hüffer).
- Mai bis Juni 2017: Kinder und Kunst und Kultur … und Heinrich Neuy.
- Januar bis Juni 2017: Gunta Stölzl – Ein Leben für die Weberei.
- Juni bis September 2017: Theodor Steinkühler und das frühe Bauhaus.
- September 2017 bis Januar 2018: Der Bauhäusler Johannes Karl Herrmann – Aufbruch in die Moderne.
- Januar bis Mai 2018: Heinrich Neuy und die Musik.
- Juni bis September 2018: Rudolf Lutz – Das kleine Format.
- September 2018 bis Januar 2019: Bauhaus-Dialoge – Stühle aus der Löffler Collection
- Februar bis Mai 2019: Bauhaus-Dialoge – De Stijl in den Niederlanden
- Juni bis September 2019: Bauhaus-Dialoge – Die Avantgarde in Osteuropa (Kuratorin: Elisabeth Hemfort)
- September 2019 bis September 2020: Heinrich Neuy. Retrospektive.
- September 2020 bis Februar 2021: un builtMIES dialogueNEUY – Verborgene Transparenz (Kuratoren: Kazu Blumfeld Hanada, Christoph Achterkamp)
- März bis August 2021: Duvan meets Bauhaus (Kuratorin: Gerda Siebelt)
- August bis November 2021: Inspiration Steiner – Die Dimension des Geistigen (Kurator: Wolfgang Zumdick)
- Dezember 2021 bis März 2022: Paul Citroen „ondergedoken – untergetaucht“
- Mai bis September 2022: Albert Hennig – Disziplin beim Sehen
- September 2022 bis 12. Februar 2023: Wilhelm Imkamp – Klang der Farben
- Februar bis August 2023: Heinrich Neuy – Wie das Bauhaus nach Borghorst kam.
- August 2023 bis Februar 2024: Georg Paul und die Bauhausmeister.
- Oktober 2023 bis Februar 2024: Perfect Shapes. Digitale Wandlung.
- Februar bis September 2024: Kurt Kranz – Vom Bauhaus zur Op Art
- September 2024 bis Januar 2025: Bauhaus meets Bundesbau – Von der abstrakten zur konkreten Architektur

## Veröffentlichungen
- Heinrich Neuy: Bauhaus – Der Weg zur abstrakten Malerei. Verlag der Zeitschrift Symbol, Köln/Eigenverlag Galerie Neuy, Steinfurt 1993, ISBN 3-9800350-5-0.
- Heinrich Neuy: Charakterfarben. Eigenverlag Galerie Neuy, Steinfurt 1993.
- Heinrich Neuy: Charakterform classisch. Oberfinanzdirektion, Münster/Galerie Neuy, Steinfurt 1993.
- Heinrich Neuy: Begegnungen in Belorussland. Eigenverlag Galerie Neuy, Steinfurt 1995.
- Heinrich Neuy: Beweisende Malerei. Eigenverlag Galerie Neuy, Steinfurt 1995 (signiert).
- Grenzüberschreitungen: Kinder und Kunst und Kultur (KuKuk). Herausgeber und Verlag: HeinrichNeuyBauhausMuseum, Steinfurt 2017, ISBN 978-3-00-056738-4.